# Fun on Earth
Fun on Earth è il quinto album in studio da solista del musicista inglese Roger Taylor, noto come batterista dei Queen. Il disco è stato pubblicato nel 2013 e raccoglie alcune tracce inedite e altre già presentate al pubblico come solista nel corso degli anni o assieme a Queen + Paul Rodgers.

## Descrizione
Fun on Earth è uscito a quindici anni di distanza dal precedente Electric Fire. È stato pubblicato in versione standard, deluxe con due tracce bonus nel cofanetto The Lot e in doppio vinile colorato comprensivo delle due bonus tracks (il vinile è stato pubblicato solamente circa un anno dopo rispetto alla versione CD).
Il titolo si contrappone a quello del disco d'esordio solista del batterista, intitolato Fun in Space e risalente al 1981.
La copertina consiste in un mosaico di Thea Kurun raffigurante il volto dell'artista. 
Rispetto al precedente Electric Fire, l'autore pone in risalto la sua vena intimista e cantautorale, come già aveva fatto con Happiness?, realizzando brani molto delicati e dall'atmosfera quasi soffusa, che si alternano invece ad altri di chiaro stampo rock o rock'n'roll.
La traccia di apertura "One Night Stand" venne presentata già nel 1998, a seguito della pubblicazione di "Electric Fire", con la quale il batterista indisse un concorso: chi fosse stato in grado di indovinare le parole conclusive del brano avrebbe avuto la possibilità di scaricarlo via Internet. 
The Unblinkin' Eye è stata pubblicata come singolo nel 2010 in versione estesa, dal titolo The Unblinkin'Eye (Everything Is Broken), accompagnata da un videoclip in cui si vede l'autore suonare tutti gli strumenti. È un brano in cui l'autore si schiera in aperta opposizione del governo britannico che aveva inviato delle truppe militari in Afghanistan, oltre a toccare tematiche sociali come quella della privacy, che, a detta del batterista, "non ha più senso", talmente siamo sottoposti a controlli. 
I brani Small e Say It's Not True (dedicato a Nelson Mandela) sono stati per la prima volta presentati al pubblico nel disco dei Queen + Paul Rodgers The Cosmos Rocks del 2008. Per Fun on Earth sono stati tuttavia re-incisi e riarrangiati. Inoltre nel secondo brano è presente Jeff Beck come ospite alla chitarra.
La ballata Smile fu presentata alla Queen Fan Club convention del 2010 e racchiude un delizioso testo che è un inno alle semplici gioie della vita. 
I am the Drummer (In a Rock'n'Roll Band) fu presentata per la prima volta a una convention del Queen Fan Club nel 2011. Nella canzone si definisce come "the butt of a thousand jokes/from far less-talented blokes" (il terminale di mille scherzi/da parte di tizi dotati di molto meno talento). 
Per quanto riguarda la bonus track Dear Mr. Murdoch (nude mix), si tratta di un mix dell'omonima canzone presente nel disco Happiness? (1994).
Il brano Sunny Day fu presentato come singolo originariamente col titolo Woman You're So Beautiful (But Still a Pain in the Ass) a nome Felix & Arty, in cui Roger Taylor ("Ar-ty", ovvero "R-T", sono le sue iniziali), autore del brano, duettava con suo figlio Felix Luther. La versione originale presenta delle sonorità e degli arrangiamenti tipicamente reggae, mentre quella finita su Fun on Earth ha un taglio decisamente più da ballata pop. 
La bonus track Whole House Rockin' è una cover del brano Cosmos Rockin' dei Queen + Paul Rodgers. Le principali differenze rispetto a quel brano consistono in lievi differenze riscontrabili nel testo, nell'arrangiamento oltre che nella voce del cantante.

## Tracklist
Testi e musiche di Roger Taylor, eccetto dove indicato.
1. One Night Stand – 4:22
2. Fight Club – 3:02
3. Be with You (Taylor, Rufus Taylor) – 3:10
4. Quality Street – 4:25
5. I Don't Care – 3:24
6. Sunny Day – 3:38
7. Be My Gal (My Brightest Spark) – 2:45
8. I Am the Drummer (In a Rock n' Roll Band) – 2:47
9. Small – 3:51
10. Say It's Not True (feat. Jeff Beck) – 4:58
11. The Unblinking Eye (Abridged version) – 4:54
12. Up – 3:10
13. Smile – 3:01

## Formazione
- Roger Taylor - voce, batteria, percussioni, tastiere, piano, basso, chitarra, stilofono
- Jeff Beck - chitarra (traccia 10)
- Spike Edney - tastiere (tracce 6, 7, 10)
- Jason Falloon - chitarra (tracce 2, 5, 7-9)
- Steve Hamilton - sassofono (tracce 2, 4, 5)
- Kevin Jefferies - basso (tracce 2, 3, 6-9)
- Jonathan Perkins - organo, cori (traccia 6)
- Nicola Robins - violino (traccia 6)
- Steve Stroud - basso (traccia 10)
- Rufus Taylor - batteria (traccia 10); piano (traccia 3)